# Luoyangosaurus
Luoyangosaurus là một chi khủng long, được Lü mô tả khoa học năm 2009.